# Gaworzyce
Gaworzyce (niem. Quaritz, 1937–1945 Oberquell) – wieś w Polsce położona w województwie dolnośląskim, w powiecie polkowickim, w gminie Gaworzyce.

## Podział administracyjny
W latach 1975–1998 miejscowość administracyjnie należała do województwa legnickiego. Miejscowość jest siedzibą gminy Gaworzyce.

## Demografia
Według Narodowego Spisu Powszechnego (III 2011 r.) liczyły 1601 mieszkańców. Są największą miejscowością gminy Gaworzyce.

## Zabytki
Do wojewódzkiego rejestru zabytków wpisane są:
- kościół parafialny pw. św. Barbary, z XIV w., XVI w.
- kościół ewangelicki, obecnie rzymskokatolicki pw. Matki Bożej Różańcowej, z XVIII w., XIX w.
- kaplica-mauzoleum rodziny von Tschammer, obok kościoła parafialnego, z około 1800 r.
- cmentarz parafialny
- zespół pałacowy, z XVII-XIX w.:
  - pałac
  - budynki folwarczne
  - park

## Galeria

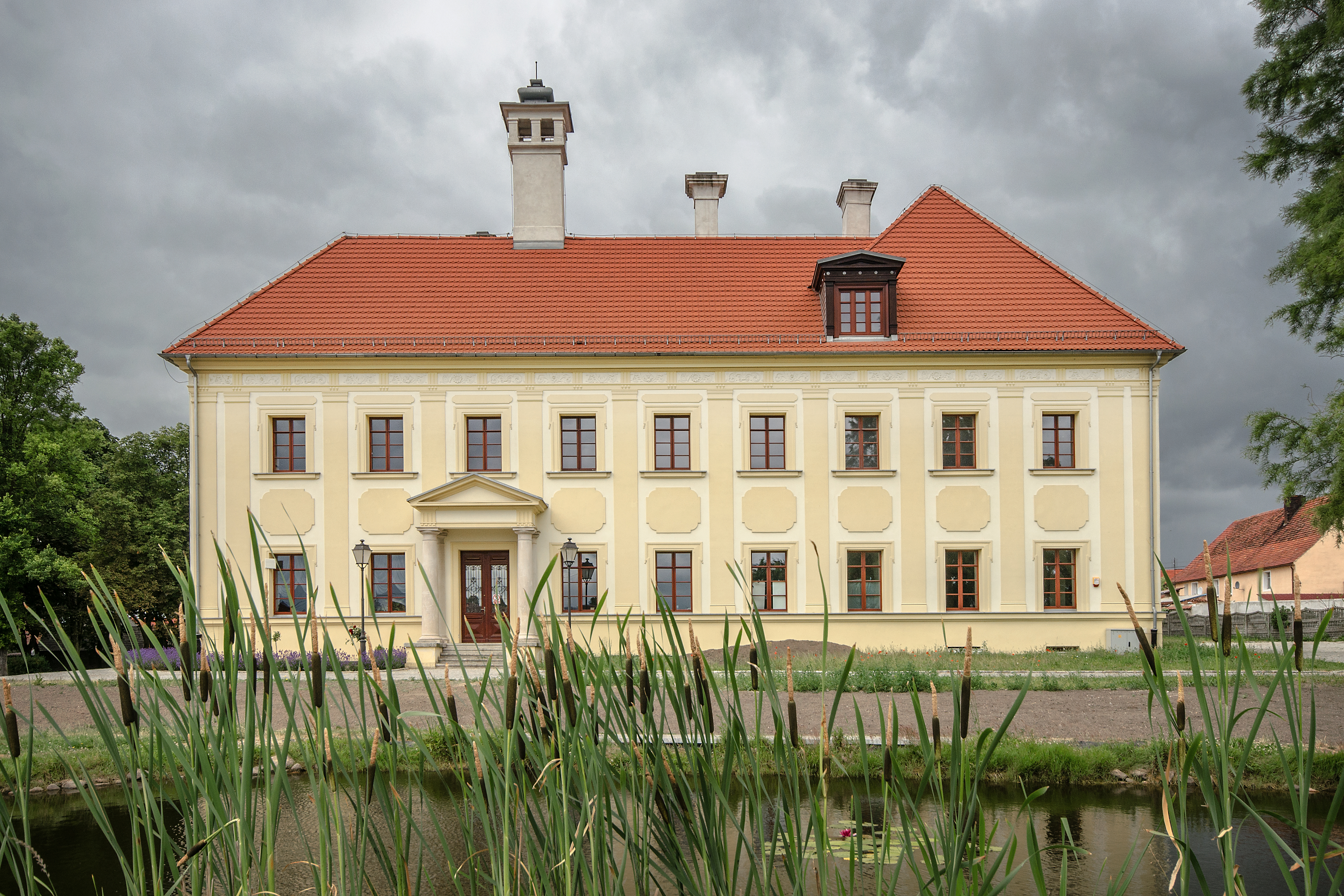
Pałac w Gaworzycach
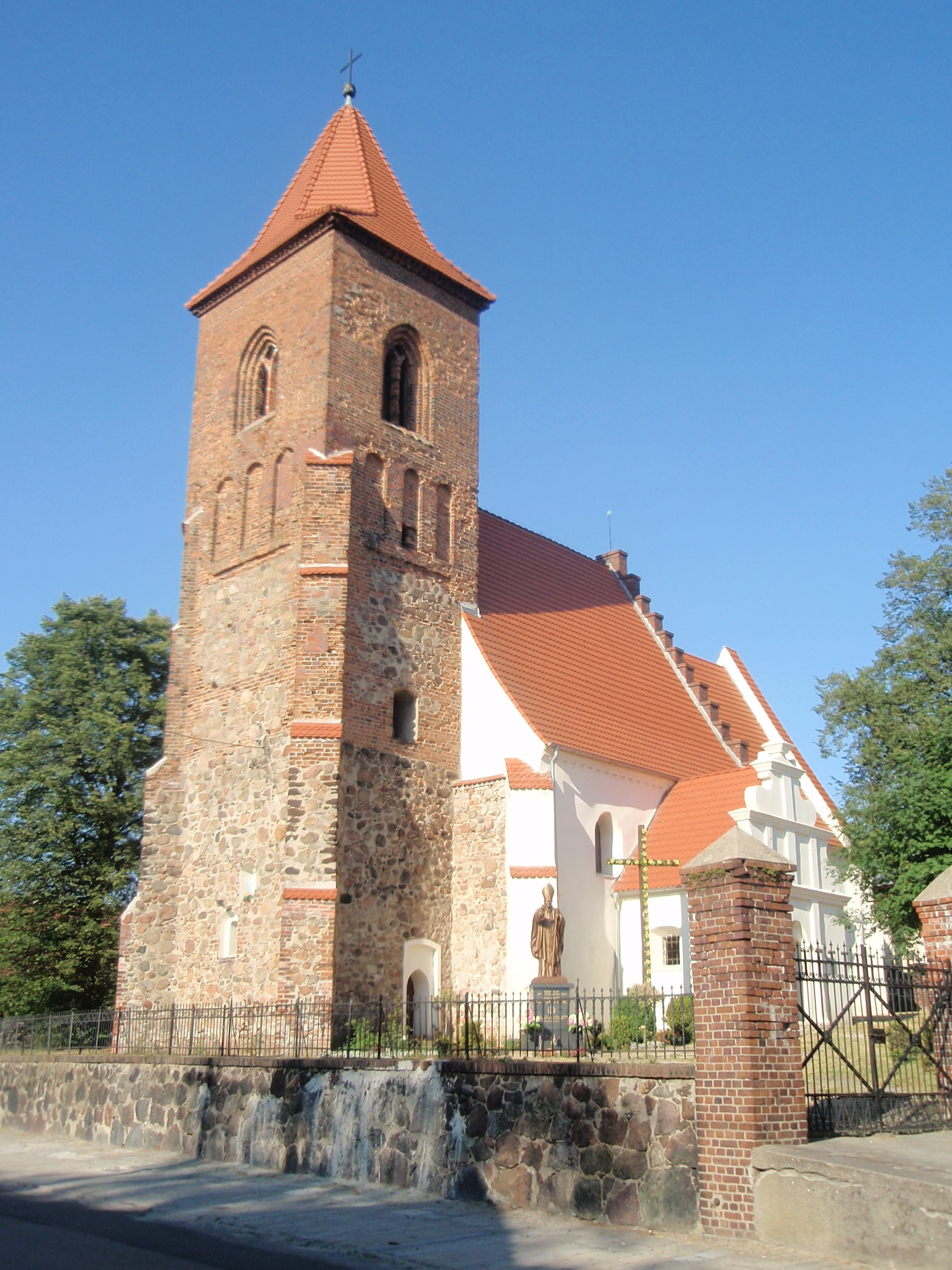
Kościół św. Barbary
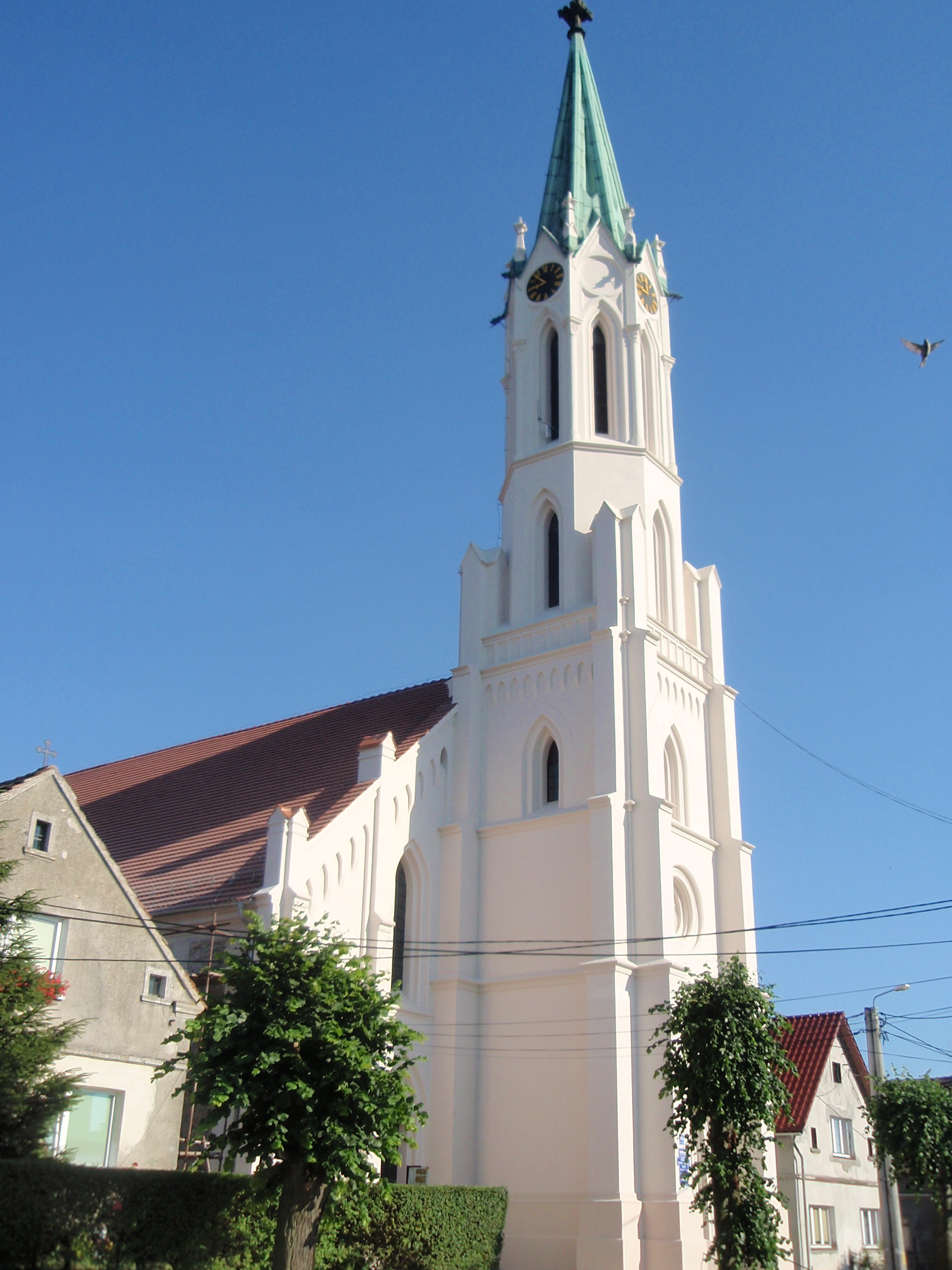
Kościół Matki Boskiej Różańcowej
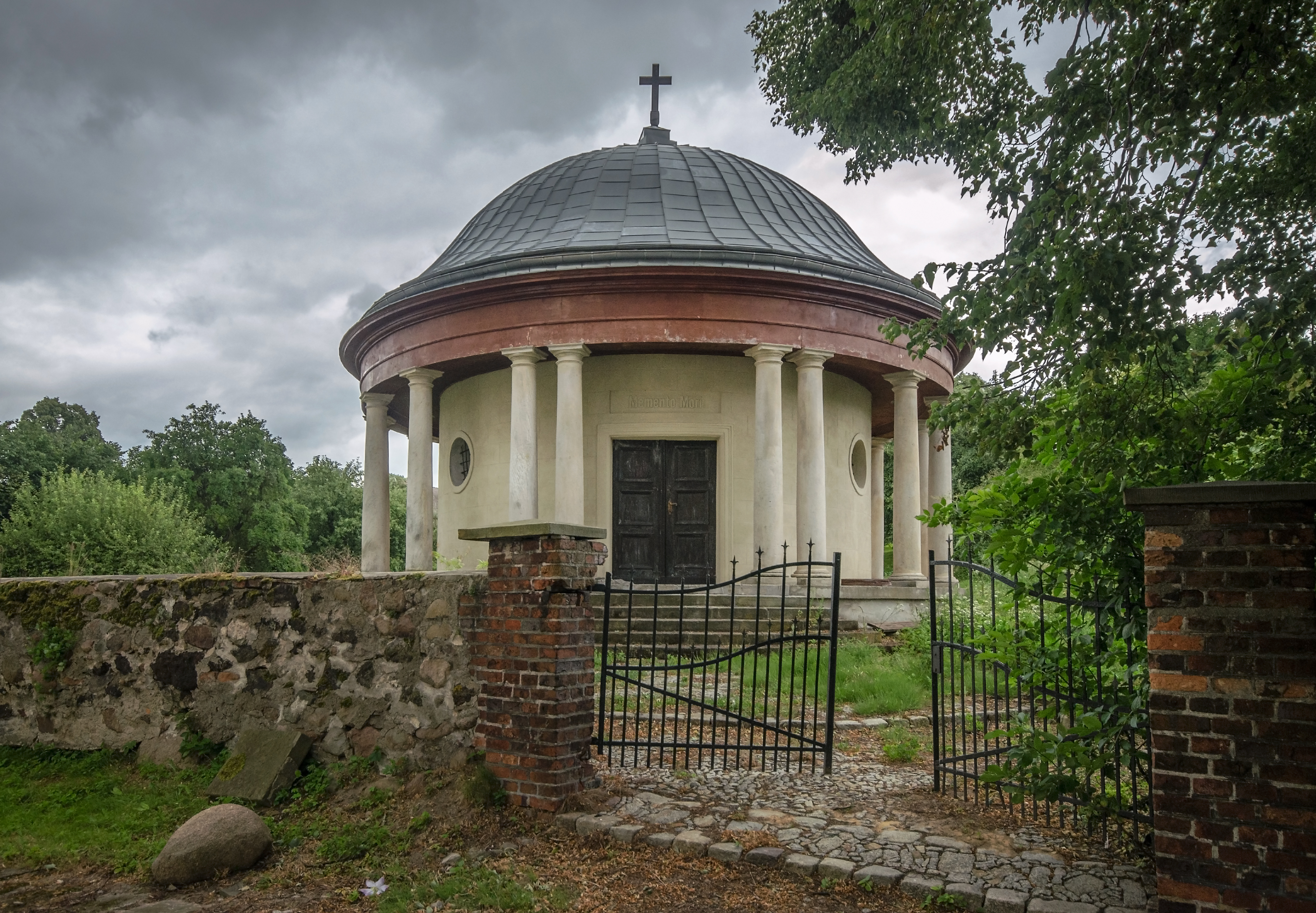
Mauzoleum rodziny Tschammer